# 阿哈爾齊赫市鎮

41°38′20″N 42°59′10″E / 41.6389°N 42.9861°E
阿哈爾齊赫市鎮，是格魯吉亚南部薩姆茨赫-賈瓦赫蒂大区的市镇，行政中心为阿哈爾齊赫。市镇面積为1,010平方公里，2014年人口数量为20,992人，人口密度每平方公里21人。